# Jarret Davis
Jarret Nicholas Davis (ur. 17 czerwca 1989) – belizeński piłkarz występujący na pozycji napastnika, reprezentant kraju.

## Kariera klubowa
Davis rozpoczynał swoją karierę w klubie Belize Defence Force FC, z którym wywalczył tytuł wicemistrza Belize (2007/2008). Następnie przeniósł się do zespołu Kraal Road FC, występującego w alternatywnej, ogólnokrajowej lidze Super League of Belize, nieadministrowanej przez Belizeński Związek Piłki Nożnej (FFB). Po kilku miesiącach został zawodnikiem innej drużyny z Super League, Hattieville FC. W jej barwach otrzymał nagrodę dla najlepszego napastnika rozgrywek (2010). Potem powrócił do oficjalnej, uznawanej przez FFB ligi, dołączając do FC Belize. Również w tych rozgrywkach triumfował w plebiscycie dla najlepszego napastnika (2010/2011).
W lutym 2011 Davis w barwach zespołu West Lake wystąpił w rozgrywkach pucharu Super League o nazwie SMART Challenge Cup, zostając wybranym najlepszym piłkarzem tego turnieju. W kolejnym sezonie Super League z powodzeniem grał w klubie Orange Walk United FC. Przez kolejne miesiące występował głównie w rozgrywkach regionalnych – reprezentował barwy West Lake w lipcu 2011 w Belize City Champions Cup, zaś w styczniu 2012 w Belize Bank Xmas Cup. W lutym 2012 grał w ekipie Fort George United w lokalnym turnieju CYDP Peace Cup Championship.
Następnie Davis zanotował krótki pobyt w lidze belizeńskiej w barwach Police United FC, z którym zdobył tytuł wicemistrza Belize (2012). W sierpniu 2012 ponownie zagrał z West Lake na Belize City Champions Cup. W późniejszym czasie powrócił do Belize Defence Force FC, a potem podpisał umowę z FC Belize. Z zespołem z Belize City wywalczył wicemistrzostwo kraju (2013/2014 Opening), a sam był jednym z najskuteczniejszych napastników w lidze belizeńskiej.
Latem 2014 Davis dołączył do czołowego klubu w Belize, Verdes FC. Tam już niebawem stworzył skuteczny duet atakujących z Deonem McCaulayem. W styczniu 2015 został uznany przez gazetę Amandala za najlepszego napastnika ligi belizeńskiej. W wiosennym sezonie 2014/2015 Closing z 10 golami na koncie został królem strzelców rozgrywek oraz wybrano go na najlepszego piłkarza ligowej fazy play-off. Był chwalony również za swoją wszechstronność; oprócz występowania jako napastnik mógł również grać na środku pomocy, a nawet w obronie. Z Verdes trzykrotnie wywalczył zarówno mistrzostwo Belize (2014/2015 Closing, 2017/2018 Opening, 2019/2020 Opening), jak i wicemistrzostwo Belize (2015/2016 Opening, 2016/2017 Closing, 2018/2019 Opening).
W marcu 2019 za wszczęcie bójki na jednym z meczów ligi uniwersyteckiej został dyscyplinarnie zawieszony przez Belizeński Związek Piłki Nożnej na pół roku (nie mógł w tym czasie występować w drużynie narodowej).

## Kariera reprezentacyjna
W sierpniu 2014 Davis został powołany przez selekcjonera Leroya Sherriera Lewisa do seniorskiej reprezentacji Belize na turniej Copa Centroamericana. Tam 3 września w przegranym 0:2 meczu fazy grupowej z Hondurasem zadebiutował w drużynie narodowej. Ogółem podczas tych rozgrywek zagrał dwóch z trzech możliwych spotkań (w jednym w wyjściowej jedenastce), zaś Belizeńczycy odpadli już w fazie grupowej. W styczniu 2017 znalazł się w ogłoszonym przez Ryszarda Orłowskiego składzie na kolejny Copa Centroamericana. Tam był wyłącznie rezerwowym napastnikiem swojego zespołu i wystąpił w jednym z pięciu meczów (po wejściu z ławki). Jego drużyna zajęła ostatnie, szóste miejsce w rozgrywkach.
Premierowego gola w reprezentacji Davis strzelił 22 marca 2018 w wygranym 4:2 meczu towarzyskim z Grenadą.